# Comté de Van Buren (Iowa)
Pour les articles homonymes, voir Comté de Van Buren.
Le comté de Van Buren (en anglais : Van Buren County) est l'un des 99 comtés de l'État de l'Iowa, aux États-Unis. Il se trouve dans le sud-est de l'État, à la frontière avec le Missouri. Son siège de comté est Keosauqua.
Au recensement des États-Unis de 2010, il compte 7 570 habitants.

## Histoire
Le comté, fondé le 7 décembre 1836, doit son nom à l'homme d'État Martin Van Buren (1782-1862), 8e vice-président (1833-1837) et 8e président des États-Unis (1837-1841).